# Zygmunt Zimowski
Zygmunt Zimowski (ur. 7 kwietnia 1949 w Kupieninie, zm. 12 lipca 2016 w Dąbrowie Tarnowskiej) – polski duchowny rzymskokatolicki, doktor teologii dogmatycznej, arcybiskup ad personam, biskup diecezjalny radomski w latach 2002–2009, przewodniczący Papieskiej Rady ds. Duszpasterstwa Służby Zdrowia w latach 2009–2016.

## Życiorys
Urodził się 7 kwietnia 1949 w Kupieninie w rodzinie Stanisława i Marii z domu Nowakowskiej. Kształcił się w Liceum Ogólnokształcącym im. Tadeusza Kościuszki w Dąbrowie Tarnowskiej, które ukończył w 1967. W latach 1967–1973 odbył studia filozoficzno-teologiczne w Wyższym Seminarium Duchownym w Tarnowie. Święceń prezbiteratu udzielił mu 27 maja 1973 w katedrze tarnowskiej miejscowy biskup diecezjalny Jerzy Ablewicz. Inkardynowany został do diecezji tarnowskiej. W 1975 rozpoczął studia specjalistyczne w zakresie teologii dogmatycznej na Wydziale Teologicznym Katolickiego Uniwersytetu Lubelskiego, które ukończył w 1978 z licencjatem z teologii. W latach 1978–1982 kontynuował studia na fakultecie teologicznym Uniwersytetu Leopolda Franciszka w Innsbrucku, gdzie uzyskał doktorat z teologii dogmatycznej na podstawie dysertacji Einfluβ der östlichen Bischöfen auf Theologie der „Lumen gentium” (Wpływ biskupów Kościołów wschodnich na teologię „Lumen gentium”).
W latach 1973–1975 był wikariuszem w parafii św. Elżbiety w Starym Sączu. Od 1983 pracował w Kongregacji Nauki Wiary Stolicy Apostolskiej. W tym czasie uczestniczył w pracach nad przygotowaniem Katechizmu Kościoła katolickiego (szczególnie polskiego wydania), pełnił funkcję postulatora w Kongregacji ds. Kanonizacyjnych, prowadząc procesy beatyfikacyjne Karoliny Kózki, ks. Romana Sitki i Marii Julitty Ritz, a także współpracował z Radiem Watykańskim. Równocześnie w latach 1983–1990 pełnił posługę duszpasterską w parafii Matki Bożej Dobrej Rady w Rzymie, a od 1991 był kapelanem w Domu Macierzystym Sióstr Benedyktynek Wynagradzających Najświętszemu Obliczu Chrystusa Pana w Bassano Romano. Przyczynił się do powstania w Kupieninie Domu Radosnej Starości im. Jana Pawła II i kaplicy Świętych Apostołów Piotra i Pawła. W 1988 otrzymał godność kapelana Jego Świątobliwości, a w 1999 prałata honorowego.
28 marca 2002 papież Jan Paweł II mianował go biskupem diecezjalnym diecezji radomskiej. 25 maja 2002 otrzymał święcenia biskupie i odbył ingres do katedry Opieki Najświętszej Maryi Panny w Radomiu. Konsekrował go kardynał Joseph Ratzinger, prefekt Kongregacji Nauki Wiary (późniejszy papież Benedykt XVI), w asyście arcybiskupa Józefa Kowalczyka, nuncjusza apostolskiego w Polsce, i Edwarda Materskiego, emerytowanego biskupa diecezjalnego radomskiego. Na swoje zawołanie biskupie przyjął słowa: „Non ministrari sed ministrare” (Nie przyszedłem, aby mi służono, lecz aby służyć).
Jako ordynariusz radomski w 2005 przeprowadził I diecezjalny kongres eucharystyczny, a w 2008 rozpoczął II synod diecezjalny. Przyczynił się do uzyskania tytułu bazyliki mniejszej dla kościoła św. Kazimierza w Radomiu w 2003, a także koronacji obrazów Matki Bożej Ostrobramskiej w Skarżysku-Kamiennej w 2005 i Matki Bożej Bolesnej w Kałkowie-Godowie w 2007. Zorganizował, trwającą w latach 2006–2007, peregrynację kopii obrazu Matki Bożej Częstochowskiej po obszarze diecezji. W 2005 ustanowił w diecezji instytucję nadzwyczajnych szafarzy Komunii Świętej. W 2003 założył Fundację „Dać Sercom Nadzieję”, w ramach której powstało Centrum Psychoterapii Rodzin. Z jego inicjatywy wybudowano w 2007 Ośrodek Edukacyjno-Charytatywny Diecezji Radomskiej „Emaus” w Turnie, będący miejscem wypoczynku dla dzieci i młodzieży z rodzin wielodzietnych i ubogich. Był pomysłodawcą powstałego w 2004 Diecezjalnego Ośrodka Duszpasterstwa Akademickiego w Radomiu, a także założonego w 2008 przy Instytucie Teologicznym w Radomiu Centrum Myśli Benedykta XVI, zajmującego się oprócz prowadzenia działalności edukacyjnej gromadzeniem i promowaniem publikacji teologicznych Josepha Ratzingera. Podjął decyzje o włączeniu diecezjalnej rozgłośni radiowej do ogólnopolskiej sieci Radia Plus, a „Tygodnika Ave” do „Gościa Niedzielnego”.
W ramach prac Konferencji Episkopatu Polski był przewodniczącym Komisji Nauki Wiary (2002–2009), delegatem ds. Duszpasterstwa Emigracyjnego (2008–2009). W 2007 został członkiem Rady Stałej. Objął też funkcję przewodniczącego Komisji ds. Polonii i Polaków za granicą, a także wszedł w skład Zespołu ds. Kontaktów z Polską Radą Ekumeniczną, Zespołu Biskupów ds. Duszpasterskiej Troski o Radio Maryja i Rady ds. Ekumenizmu. Z ramienia Episkopatu Polski w 2005 uczestniczył w sesji Synodu Biskupów poświęconej Eucharystii i w 48. Międzynarodowym Kongresie Eucharystycznym w Guadalajarze w 2004. Brał udział w Światowych Dniach Młodzieży w Toronto w 2002 i w Kolonii w 2005, gdzie wygłaszał katechezy.
18 kwietnia 2009 papież Benedykt XVI mianował go przewodniczącym Papieskiej Rady ds. Duszpasterstwa Służby Zdrowia i wyniósł do godności arcybiskupa, jednocześnie zwalniając go z posługi biskupiej w Radomiu. Urząd w Watykanie objął 21 kwietnia 2009, a do 30 czerwca 2009 kierował diecezją radomską jako administrator apostolski. 4 maja 2011 Benedykt XVI ustanowił go członkiem Kongregacji Spraw Kanonizacyjnych, a 28 lipca 2012 Kongregacji ds. Biskupów.
Był współkonsekratorem podczas sakr biskupa diecezjalnego zamojsko-lubaczowskiego Wacława Depy (2006) i biskupa diecezjalnego Umzimkulu Stanisława Dziuby (2009).
Zmarł 12 lipca 2016 w szpitalu w Dąbrowie Tarnowskiej. 19 lipca 2016 został pochowany w katedrze radomskiej.

## Odznaczenia i wyróżnienia
Prezydent RP Lech Kaczyński nadał mu w 2008 Krzyż Kawalerski Orderu Odrodzenia Polski, natomiast w 2015 prezydent RP Andrzej Duda odznaczył go Krzyżem Komandorskim z Gwiazdą tego samego orderu.
W 2009 nadano mu honorowe obywatelstwa Radomia i gminy Odrzywół. W tym samym roku wyróżniono go Medalem Pamiątkowym „Pro Masovia”.
W 2008 otrzymał tytuł doktora honoris causa Chrześcijańskiej Akademii Teologicznej w Warszawie.
W 2007 otrzymał Medal „Pro Memoria”, w 2012 medal Bene Merenti, przyznany przez Polskie Towarzystwo Teologiczne, a w 2005 medal Jordana, nadany przez Towarzystwo Przyjaciół Dzieci. W 2007 został włączony do konfraterni zakonu paulinów, został honorowym członkiem Zakonu Rycerzy Kolumba, a także został przyjęty do Zakonu Kawalerów Maltańskich jako kapelan konwentualny ad honorem, natomiast w 2014 został członkiem zakonu bożogrobców w randze komandora z gwiazdą.